# Atiurjewo
Atiurjewo (ros. Атюрьево, moksza Атерь) – wieś (ros. село, trb. sieło) w środkowej Rosji, centrum administracyjne Rejonu atiurjewskiego w Republice Mordowii.
W 2010 r. wieś liczyła sobie 4429 mieszkańców.